# Yann Huguet

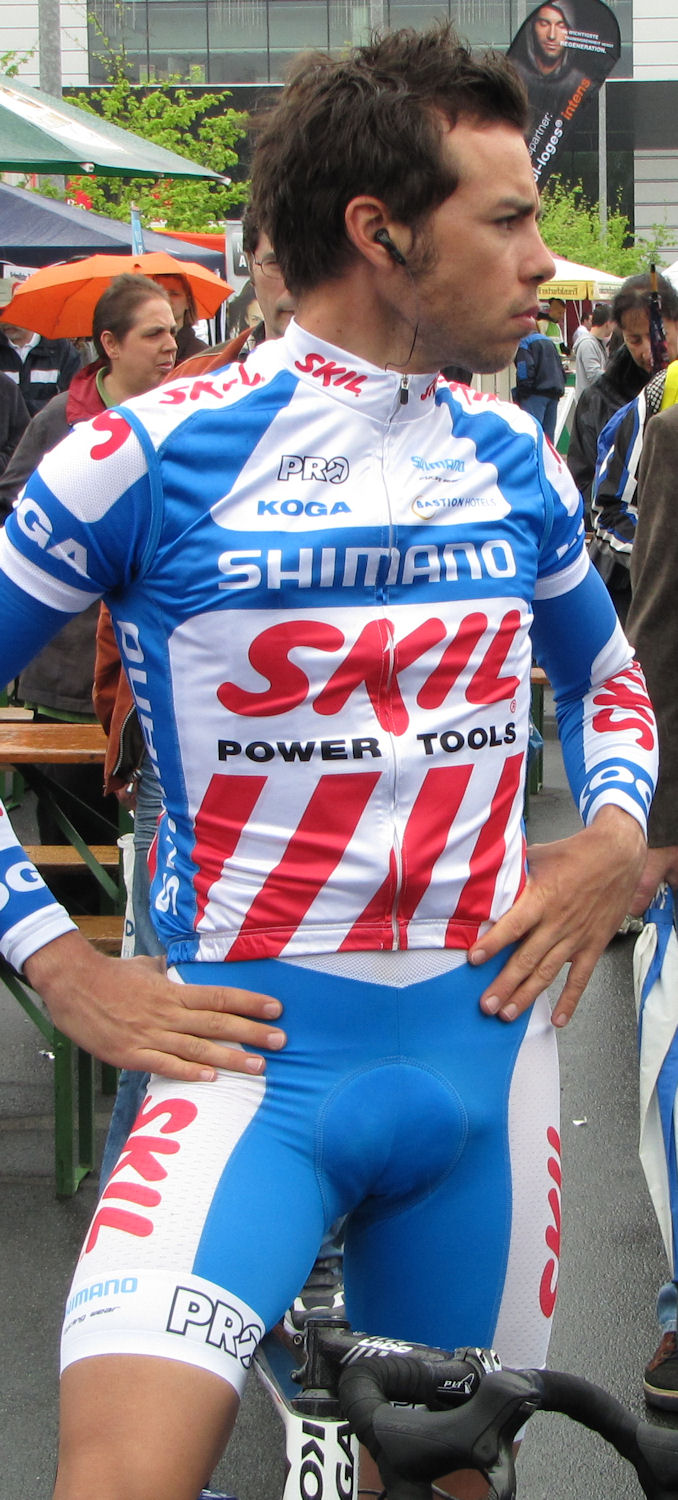
Yann Huguet

Yann Huguet (* 2. Mai 1984) ist ein französischer Radrennfahrer.
Yann Huguet gewann 2005 eine Etappe beim italienischen Giro della Valle d’Aosta. In der folgenden Saison konnte er jeweils eine Etappe beim Giro delle Regioni und bei der Vuelta a Navarra für sich entscheiden.
Ende der Saison 2013 beendete er seine Karriere als Berufsradfahrer.

## Erfolge
2005
- eine Etappe Giro della Valle d’Aosta

2006
- eine Etappe Giro delle Regioni
- eine Etappe Vuelta a Navarra

2009
- Rhône-Alpes Isère Tour
- Tour du Doubs und eine Etappe

2010
- Hel van het Mergelland

## Teams
- 2007 Cofidis-Le Crédit par Téléphone
- 2008 Cofidis-Le Crédit par Téléphone
- 2009 Agritubel
- 2010 Skil-Shimano
- 2011 Skil-Shimano
- 2012 Team Argos-Shimano
- 2013 Team Argos-Shimano